# Capão Bonito do Sul
Capão Bonito do Sul är en kommun i Brasilien.   Den ligger i delstaten Rio Grande do Sul, i den södra delen av landet, 1 400 km söder om huvudstaden Brasília. Antalet invånare är 1 753.
Trakten runt Capão Bonito do Sul består till största delen av jordbruksmark. Trakten runt Capão Bonito do Sul är nära nog obefolkad, med mindre än två invånare per kvadratkilometer.